# Etisus guinotae
Etisus guinotae is een krabbensoort uit de familie van de Xanthidae. De wetenschappelijke naam van de soort is voor het eerst geldig gepubliceerd in 2010 door Felder & Thoma.